# Akselholmen
Akselholmen est une île norvégienne du comté de Hordaland appartenant administrativement à Bømlo.

## Description
Rocheuse et pratiquement désertique, elle s'étend sur environ 415 m de longueur pour une largeur approximative de 253 m.  